# (19707) Tokunai
(19707) Tokunai (1999 TZ12) – planetoida z pasa głównego asteroid okrążająca Słońce w ciągu 3,38 lat w średniej odległości 2,25 j.a. Odkryta 8 października 1999 roku.